# Michel Goedert
Michel Goedert est un neuroscientifique luxembourgeois-britannique et ancien responsable de la neurobiologie au Laboratoire de biologie moléculaire du MRC.

## Biographie
Goedert est né et grandit au Luxembourg. Après avoir terminé ses études de médecine à l'Université de Bâle en 1986, il commence à travailler au Laboratoire de biologie moléculaire du Conseil de la recherche médicale affilié à l'Université de Cambridge.
Goedert reçoit le prix de la Fondation Metlife pour la recherche médicale sur la maladie d'Alzheimer en 1996, le prix Potamkin en 1998 et le Grand Prix européen de la recherche de la Fondation pour la recherche sur la Maladie d'Alzheimer en 2014. En 2018, il est l'un des quatre récipiendaires du prix européen de la recherche sur le cerveau Grete Lundbeck avec la mention "Pour leurs recherches révolutionnaires sur les bases génétiques et moléculaires de la maladie d'Alzheimer, avec des implications profondes pour le développement de nouvelles interventions thérapeutiques ainsi que pour la compréhension d'autres maladies neurodégénératives du cerveau" . En 2019, il reçoit la Médaille royale  et le prix Rainwater Charitable Foundation pour une innovation dans la recherche sur les troubles neurodégénératifs .
Il est marié à Maria Grazia Spillantini, une généticienne avec qui il a un fils, Thomas.

## Recherches
Les travaux de Goedert combinent des techniques biochimiques, moléculaires et structurelles pour étudier les maladies neurodégénératives courantes, notamment la Maladie d'Alzheimer et la maladie de Parkinson . Ses recherches portent sur les inclusions filamenteuses anormales qui caractérisent les maladies de Parkinson et d'Alzheimer, montrant que les filaments intracellulaires de ces maladies sont constitués soit d'alpha-synucléine, soit de protéine tau . L'équipe de Goedert identifie des mutations dans MAPT, le gène tau, qui causent des formes héréditaires rares de démence frontotemporale avec inclusions de tau, établissant un rôle central pour l'assemblage de tau dans la maladie .

## Publications
- Atypical Parkinsonian disorders: clinical and research aspects, Springer, 2005 (ISBN 978-1-58829-331-2), « Neurodegenerative α-Synucleinopathies », p. 77